# Badow
Koordinaten: 53° 37′ N, 11° 7′ O
Badow ist ein Ortsteil der Gemeinde Schildetal im Südwesten des Landkreises Nordwestmecklenburg in Mecklenburg-Vorpommern (Deutschland).

## Geografie

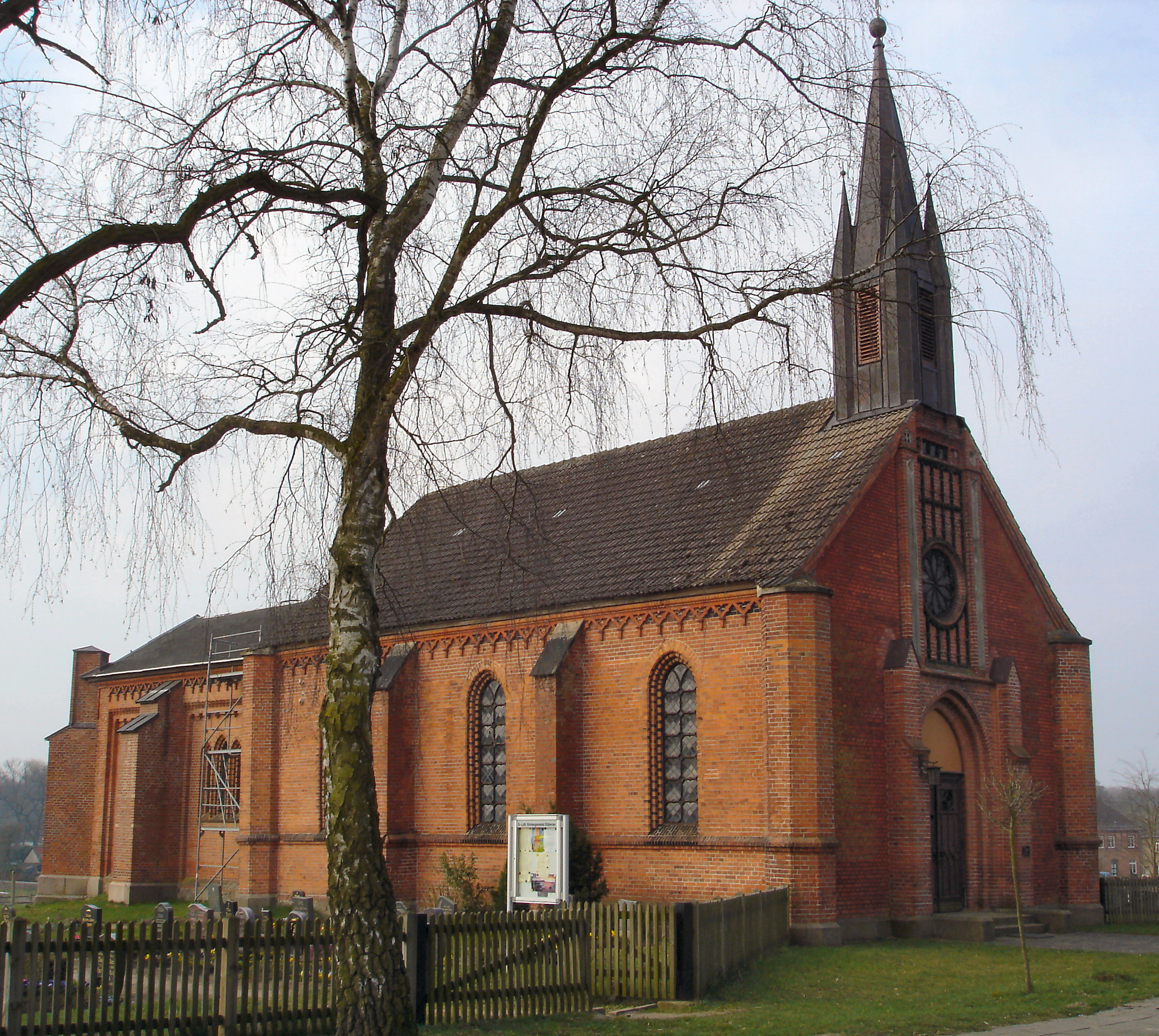
Dorfkirche

Badow liegt an der oberen Schilde, etwa 25 Kilometer westlich von Schwerin.
Die Straße von Gadebusch über Lützow nach Wittenburg führt 1,5 Kilometer östlich an Badow vorbei. Im 15 Kilometer südlich gelegenen Wittenburg besteht Anschluss an die Bundesautobahn 24 (Hamburg – Berlin).
Sehenswert ist das ehemalige Gutshaus Badow. Nahe gelegen ist das Biosphärenreservat Schaalsee.

## Geschichte
Die bis zum 6. Juni 2009 selbständige Gemeinde Badow mit dem Ortsteil Söhring war die kleinste Gemeinde im Amt Lützow-Lübstorf. In der Gemeinde lebten 372 Einwohner (31. Dezember 2007) auf 10,17 km². Letzter ehrenamtlicher Bürgermeister Badows war Volker Schubert.
Am 7. Juni 2009 wurden die Gemeinden Badow und Renzow zur neuen Gemeinde Badow-Renzow zusammengefügt. Der Name wurde noch im selben Jahr in Schildetal, nach dem Fluss Schilde, geändert.

## Belege
1. ↑  StBA: Gebietsänderungen vom 02. Januar bis 31. Dezember 2009